# Nøgenmodel
En nøgenmodel poserer for fotografer, malere, skulptører eller andre kunstnere som led i deres kunstfremstilling.
Siden oldtiden har billedhuggere og andre kunstnere, der skulle gengive menneskekroppen, arbejdet efter levende model. Når det drejede sig om guder eller helte, måtte de bruge modeller med optimale skikkelser.
I det klassiske Grækenland, hvor legemsøvelser havde en fremtrædende rolle, hentede kunstnerne deres inspiration fra sportspladsen (gymnasiet), hvor de unge mænd trænede nøgne. Gymnos betyder nøgen.
Da kunsten i Renæssancen — efter middelalderens afstandtagen fra gengivelser af det nøgne menneske — genoptog den antikke tradition, var det et problem at skaffe nøgenmodeller.[kilde mangler]
Nøgenmodeller er grundlag for Luca Signorellis freskoer (1499–1504) i Sankt Briziokapellet i domkirken i Orvieto.
Den danske guldaldermaler Eckersbergs fandt modeller i Paris og Rom. Når mange nordiske kunstnere i  første halvdel af 1800-tallet opholdt sig i årevis i Rom, var det også fordi de havde lettere adgang til modeller (se Albanerinde, samt citatet nedenfor).
Begrebet nøgenmodel skal ikke forveksles med en pornomodel, der kommercielt udnytter sin seksuelle tiltrækning. Nøgenmodellen bidrager til kunstværkets æstetiske kvaliteter.

## Citater
- [i 1790 havde Thorvaldsen] forenet sig med flere af Modelskolens Elever i et Selskab, hvis Formaal var, ved Øvelser udenfor Akademiet, at studere den qvindelige Model efter Naturen. Vor unge Kunstner skal have vist megen Iver, for at faae disse Øvelser bragte istand. Sagens Natur fordrede imidlertid, at Selskabets Tilværelse og sædelige Hensigt anmeldtes for Politiet [.....].

– Just Mathias Thiele, Thorvaldsens Ungdomshistorie (1851), side 26
- Naar man spadserer langs Riviera di Chiaia og seer de deilige, brune, nøgne Fiskere tumle sig eller strække sig i Sandet saa gjenkender man de antike Bronzefigurer og faaer et anderledes Begreb om den menneskelige Figur end ved at tegne paa Modelskolen paa Charlottenborg efter den fordrukne Lindner med den velhavende Næse eller efter den søvnige Skomagerfrimester. I stedet for ved en Tranlampe tegnede her de antike Academiesdrenge ved Phøbi Straaler uden at Professoren stillede Modellen.

– Constantin Hansen i brev, dateret "Napoli d: 11 August 1838" (En guldaldermaler i Italien ved H.P. Rohde (1977), side 96).